# Championnat du Royaume-Uni de football américain
Le Championnat du Royaume-Uni de football américain (British American Football League (BAFL)) est une compétition sportive réunissant depuis 1985 l'élite des clubs amateurs de football américain issus du Royaume-Uni (Angleterre, Écosse et Pays de Galles).
Depuis la saison de 2010, cette compétition est organisée par la British American Football Association (en) (BAFA) qui lui a succédé.

## Organisation
Depuis 2010, les clubs britanniques de football américain sont membres de la BAFA, laquelle organise les BAFA National Leagues (en). 
Depuis la saison 2018, 68 clubs sont répartis comme suit :
- Premier Division : 
  - 12 équipes réparties entre la Premier North et la Premier South (6 équipes) ;
  - les équipes de chaque conférence[Quoi ?] se rencontrent en matches aller-retour lors de la saison régulière (10 matchs - il n'y a pas de match inter-conférences). Les deux premières équipes de chaque conférence se rencontrent en demi-finale (les premiers contre les seconds de l'autre conférence). Les vainqueurs se disputent le Brit Bowl ;
  - la dernière équipe de chaque conférence descend en Division One.

- Division One[1] : 
  - 24 équipes réparties dans quatre conférences de 6 équipes chacune :
    - Northern North (NFC1 Nord)
    - Northern South (NFC1 Sud)
    - Southern Central (SFC1 Centre)
    - Southern East (SFC1 Est)

  - Chaque équipe se rencontre en aller-retour dans sa conférence (10 matchs). Il n'y a pas de match inter-conférence avant les play-offs.
  - Les deux meilleures équipes des deux conférences Northern se rencontrent lors de barrages (N#1 v N#4 et N#2 v N#3). Les deux vainqueurs se rencontrent ensuite en finale. Il en va de même pour les deux conférences Southern. Le champion de la Northern rencontre ensuite le champion de la Southern pour le titre de champion de la Division One. Ces deux équipes montent en Premier Division.

- Division Two[2],[3] :
  - 32 équipes réparties dans deux conférences, lesquelles sont composées chacune de trois divisions régionales :
    - la Northern Football Conference : 
      - 4 équipes en NFC2 North,
      - 5 équipes en NFC2 Central,
      - 6 équipes en NFC2 South ;

    - la Southern Football Conference :
      - 6 équipes en SFC2 West,
      - 5 équipes en SFC2 South,
      - 6 équipes en SFC2 East.

  - Les équipes de chaque groupe se rencontrent lors de la saison régulière en matches aller-retour. Pour chaque conférence, les playoffs se déroulent comme pour la Division One. Ce système désigne les champions de la Conférence Northern et de la Conférence Southern. Il n'y a cependant pas de match ultime entre ces deux champions de conférence.

## Clubs de la saison 2023
| Premier North - East Kilbride Pirates - Edinburgh Wolves - Leicester Panthers - Manchester Titans - Merseyside Nighthawks - Tamworth Phoenix |  | Premier South - Bristol Aztecs - Cambridgeshire Cats - Kent Exiles - London Blitz - London Warriors - Solent Thrashers |

## Championnats 2020 et 2021
Toutes les activités relatives à la pratique du football américain ont été suspendues dès le 13 mars jusqu'à une date indéterminée, à la suite de la pandémie de Covid-19.

## Palmarès
| Summer Bowl (1985-1986) |                                                        |                                                        |                                                        |                                                        |                                                        |
| Date                    | Nom de la finale                                       | Nom de la finale                                       | Vainqueur                                              | Score                                                  | Finaliste                                              |
| 1985                    | Summer Bowl I                                          | Summer Bowl I                                          | London Ravens                                          | 45 - 07                                                | Streatham Olympians                                    |
| 1986                    | Summer Bowl II                                         | Summer Bowl II                                         | Birmingham Bulls                                       | 23 - 02                                                | Glasgow Lions                                          |
| Bud Bowl (1986-1989)    |                                                        |                                                        |                                                        |                                                        |                                                        |
| Date                    | Nom de la finale                                       | Nom de la finale                                       | Vainqueur                                              | Score                                                  | Finaliste                                              |
| 1986                    | Bud Bowl I                                             | Brit Bowl I                                            | London Ravens                                          | 20 - 12                                                | London Olympians                                       |
| 1987                    | Bud Bowl II                                            | Brit Bowl II                                           | London Ravens                                          | 40 - 23                                                | Manchester Allstars                                    |
| 1988                    | Bud Bowl III                                           | Brit Bowl III                                          | Birmingham Bulls                                       | 30 - 06                                                | London Olympians                                       |
| 1989                    | Bud Bowl IV                                            | Brit Bowl IV                                           | Manchester Spartans                                    | 21 - 14                                                | Birmingham Bulls                                       |
| NDMA Bowl (1990-1993)   |                                                        |                                                        |                                                        |                                                        |                                                        |
| Date                    | Nom de la finale                                       | Nom de la finale                                       | Vainqueur                                              | Score                                                  | Finaliste                                              |
| 1990                    | NDMA Bowl I                                            | Brit Bowl V                                            | Manchester Spartans                                    | 27 - 25                                                | Northants Stormbringers                                |
| 1991                    | NDMA Bowl II                                           | Brit Bowl VI                                           | Birmingham Bulls                                       | 39 - 38                                                | London Olympians                                       |
| 1992                    | NDMA Bowl III                                          | Brit Bowl VII                                          | London Olympians                                       | 34 - 06                                                | Leicester Panthers                                     |
| 1993                    | NDMA Bowl IV                                           | Brit Bowl VIII                                         | London Olympians                                       | 40 - 14                                                | Glasgow Lions                                          |
| BAFA Bowl (1994-1996)   |                                                        |                                                        |                                                        |                                                        |                                                        |
| Date                    | Nom de la finale                                       | Nom de la finale                                       | Vainqueur                                              | Score                                                  | Finaliste                                              |
| 1994                    | BAFA Bowl I                                            | Brit Bowl IX                                           | London Olympians                                       | 24 - 23                                                | Birmingham Bulls                                       |
| 1995                    | BAFA Bowl II                                           | Brit Bowl X                                            | Birmingham Bulls                                       | 34 - 30                                                | London Olympians                                       |
| 1996                    | BAFA Bowl III                                          | Brit Bowl XI                                           | Leicester Panthers                                     | 10 - 06                                                | Milton Keynes Pioneers                                 |
| Big C Bowl (1997)       |                                                        |                                                        |                                                        |                                                        |                                                        |
| Date                    | Nom de la finale                                       | Nom de la finale                                       | Vainqueur                                              | Score                                                  | Finaliste                                              |
| 1997                    | Big C Bowl I                                           | Big C Bowl I                                           | London Olympians                                       | 26 - 20                                                | Milton Keynes Pioneers                                 |
| BSL Bowl (1998-2004)    |                                                        |                                                        |                                                        |                                                        |                                                        |
| Date                    | Nom de la finale                                       | Nom de la finale                                       | Vainqueur                                              | Score                                                  | Finaliste                                              |
| 1998                    | BSL Bowl I                                             | Brit Bowl XII                                          | London Olympians                                       | 20 - 0                                                 | Sussex Thunder                                         |
| 1999                    | BSL Bowl II                                            | Brit Bowl XIII                                         | London Olympians                                       | 90 - 06                                                | Birmingham Bulls                                       |
| 2000                    | BSL Bowl III                                           | Brit Bowl XIV                                          | London Olympians                                       | 34 - 26                                                | Birmingham Bulls                                       |
| 2001                    | BSL Bowl IV                                            | Brit Bowl XV                                           | London Olympians                                       | 37 - 20                                                | East Kilbride Pirates                                  |
| 2002                    | BSL Bowl V                                             | Brit Bowl XVI                                          | London Olympians                                       | 42 - 15                                                | PA Knights                                             |
| 2003                    | BSL Bowl VI                                            | Brit Bowl XVII                                         | London Olympians                                       | 35 - 07                                                | East Kilbride Pirates                                  |
| 2004                    | BSL Bowl VII                                           | Brit Bowl XVIII                                        | PA Knights                                             | 28 - 14                                                | London O's                                             |
| BAFL Bowl (2005-2010)   |                                                        |                                                        |                                                        |                                                        |                                                        |
| Date                    | Nom de la finale                                       | Nom de la finale                                       | Vainqueur                                              | Score                                                  | Finaliste                                              |
| 25 septembre 2005       | BAFL Bowl I                                            | Brit Bowl XIX                                          | London Olympians                                       | 21 - 19                                                | PA Knights                                             |
| 24 septembre 2006       | BAFL Bowl II                                           | Brit Bowl XX                                           | London Olympians                                       | 45 - 30                                                | London Blitz                                           |
| 23 septembre 2007       | BAFL Bowl III                                          | Brit Bowl XXI                                          | London Blitz                                           | 14 - 06                                                | Coventry Cassidy Jets                                  |
| 21 septembre 2008       | BAFL Bowl IV                                           | Brit Bowl XXII                                         | Coventry Cassidy Jets                                  | 33 - 32                                                | London Blitz                                           |
| 27 septembre 2009       | BAFL Bowl V                                            | Brit Bowl XXIII                                        | London Blitz                                           | 26 - 07                                                | Coventry Cassidy Jets                                  |
| 18 septembre 2010       | BAFL Bowl VI                                           | Brit Bowl XXIV                                         | London Blitz                                           | 34 - 20                                                | Coventry Cassidy Jets                                  |
| BAFA (depuis 2011)      |                                                        |                                                        |                                                        |                                                        |                                                        |
| Date                    | Nom de la finale                                       | Nom de la finale                                       | Vainqueur                                              | Score                                                  | Finaliste                                              |
| 24 septembre 2011       | Brit Bowl XXV                                          | Brit Bowl XXV                                          | London Blitz                                           | 26 - 07                                                | London Warriors                                        |
| 26 août 2012            | Brit Bowl XXVI                                         | Brit Bowl XXVI                                         | London Blitz                                           | 34 - 20                                                | London Warriors                                        |
| 5 octobre 2013          | Brit Bowl XXVII                                        | Brit Bowl XXVII                                        | London Warriors                                        | 26 - 07                                                | London Blitz                                           |
| 14 septembre 2014       | Brit Bowl XXVIII                                       | Brit Bowl XXVIII                                       | London Warriors                                        | 10 - 08                                                | London Blitz                                           |
| 5 septembre 2015        | Brit Bowl XXIX                                         | Brit Bowl XXIX                                         | London Warriors                                        | 20 - 19                                                | London Blitz                                           |
| 27 août 2016            | Brit Bowl XXXe                                         | Brit Bowl XXXe                                         | London Warriors                                        | 36 - 15                                                | London Blitz                                           |
| 26 août 2017            | Brit Bowl XXXI                                         | Brit Bowl XXXI                                         | Tamworth Phoenix                                       | 34 - 28                                                | London Blitz                                           |
| 8 septembre 2018        | Brit Bowl XXXII                                        | Brit Bowl XXXII                                        | London Warriors                                        | 48 – 34                                                | Tamworth Phoenix                                       |
| 1er septembre 2019      | Brit Bowl XXXIII                                       | Brit Bowl XXXIII                                       | London Warriors                                        | 56 - 29                                                | Tamworth Phoenix                                       |
| 2020-2021               | Saisons annulées à la suite de la pandémie de Covid-19 | Saisons annulées à la suite de la pandémie de Covid-19 | Saisons annulées à la suite de la pandémie de Covid-19 | Saisons annulées à la suite de la pandémie de Covid-19 | Saisons annulées à la suite de la pandémie de Covid-19 |
| 3 septembre 2022        | Brit Bowl XXXIV                                        | Brit Bowl XXXIV                                        | Manchester Titans                                      | 37 - 07                                                | London Warriors                                        |
| 17 septembre 2023       | Brit Bowl XXXV                                         | Brit Bowl XXXV                                         | Manchester Titans                                      | 44 - 27                                                | London Warriors                                        |

### Tableau d'honneur des clubs les plus méritants
|   | Club                  | Nombre de titres | Dernier titre | Nombre de finales perdues | Dernière défaite en finale |
| - | --------------------- | ---------------- | ------------- | ------------------------- | -------------------------- |
| 1 | London Olympians      | 12               | 2006          | 5                         | 2004                       |
| 2 | London Warriors       | 6                | 2019          | 4                         | 2023                       |
| 3 | London Blitz          | 5                | 2012          | 7                         | 2013                       |
| 4 | Birmingham Bull       | 4                | 1995          | 4                         | 2000                       |
| 5 | London Ravens         | 3                | 1987          | -                         | -                          |
| 6 | Manchester Spartans   | 2                | 1990          | -                         | -                          |
| 6 | Manchester Titans     | 2                | 2023          | -                         | -                          |
| 8 | Coventry Cassidy Jets | 1                | 2008          | 3                         | 2010                       |
| 8 | PA Knights Aldershot  | 1                | 2004          | 2                         | 2005                       |
| 8 | Leicester Panthers    | 1                | 1996          | 1                         | 1992                       |
| 8 | Tamworth Phoenix      | 1                | 2017          | 2                         | 2019                       |

|   | Ville      | Nombre de titres |
| - | ---------- | ---------------- |
| 1 | Londres    | 26               |
| 2 | Birmingham | 4                |
| 3 | Manchester | 4                |
| 4 | Leicester  | 1                |
| 4 | Aldershot  | 1                |
| 4 | Coventry   | 1                |
| 4 | Coleshill  | 1                |

## Championnat d'Écosse
| Date | Nom de la finale | Nom de la finale | Vainqueur             | Score  | Finaliste           |
| ---- | ---------------- | ---------------- | --------------------- | ------ | ------------------- |
| 1995 | SGA Bowl I       | SGA Bowl I       | Glasgow Lions         | 76 - 0 | Granite City Oilers |
| 1996 | SGA Bowl II      | SGA Bowl II      | Glasgow Lions         | 60 - 6 | Stirling Broncos    |
| 1997 | SGA Bowl III     | SGA Bowl III     | East Kilbride Pirates | 24 - 6 | Dundee Whalers      |
| 1998 | SGA Bowl IV      | SGA Bowl IV      | East Kilbride Pirates | 50 - 6 | Dundee Whalers      |

|   | Club                  | Nombre de titres | Dernier titre | Nombre de finales perdues | Dernière défaite en finale |
| - | --------------------- | ---------------- | ------------- | ------------------------- | -------------------------- |
| 1 | East Kilbride Pirates | 2                | 1998          | -                         | -                          |
| 1 | Glasgow Lions         | 2                | 1996          | -                         | -                          |

|   | Ville    | Nombre de titres |
| - | -------- | ---------------- |
| 1 | Kilbride | 2                |
| 1 | Glasgow  | 2                |